# 國立媒體博物館
國立媒體博物館（英語：National Media Museum）是位於英國西約克郡城市布拉德福德的一座博物館，也是科学博物馆集团的一員。博物館展示了眾多有關攝影、電視、動畫、電子遊戲、網路和光學的展品。博物館內還有IMAX電影院，並被用來作為電影節的場地。

## 历史
1983年面向公众开放，2011年9月，博物館被評為約克郡最佳室內博物館。國立媒體博物館是北英格蘭參觀人數最多的博物館之一。

## 外部連結
- National Media Museum（页面存档备份，存于）
- National Museum of Science and Industry（页面存档备份，存于）
- Science and Society Picture Library（页面存档备份，存于） containing photographic images from the museum and other sources
- Courses taught in partnership with the University of Bradford
- National Media Museum Blog（页面存档备份，存于）
- National Media Museum on youtube（页面存档备份，存于）